# Jarosław Pijarowski

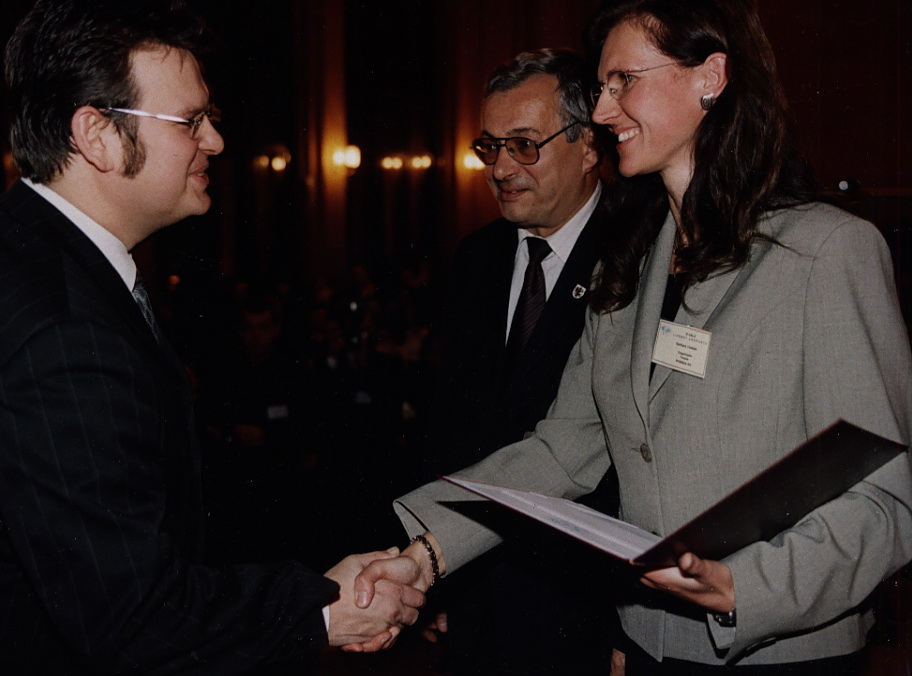
J. Pijarowski odbiera nominację na ambasadora regionu kujawsko – pomorskiego z rąk marszałka województwa W. Achramowicza oraz B. Cieślak (KPKE) (listopad 2004), Toruń

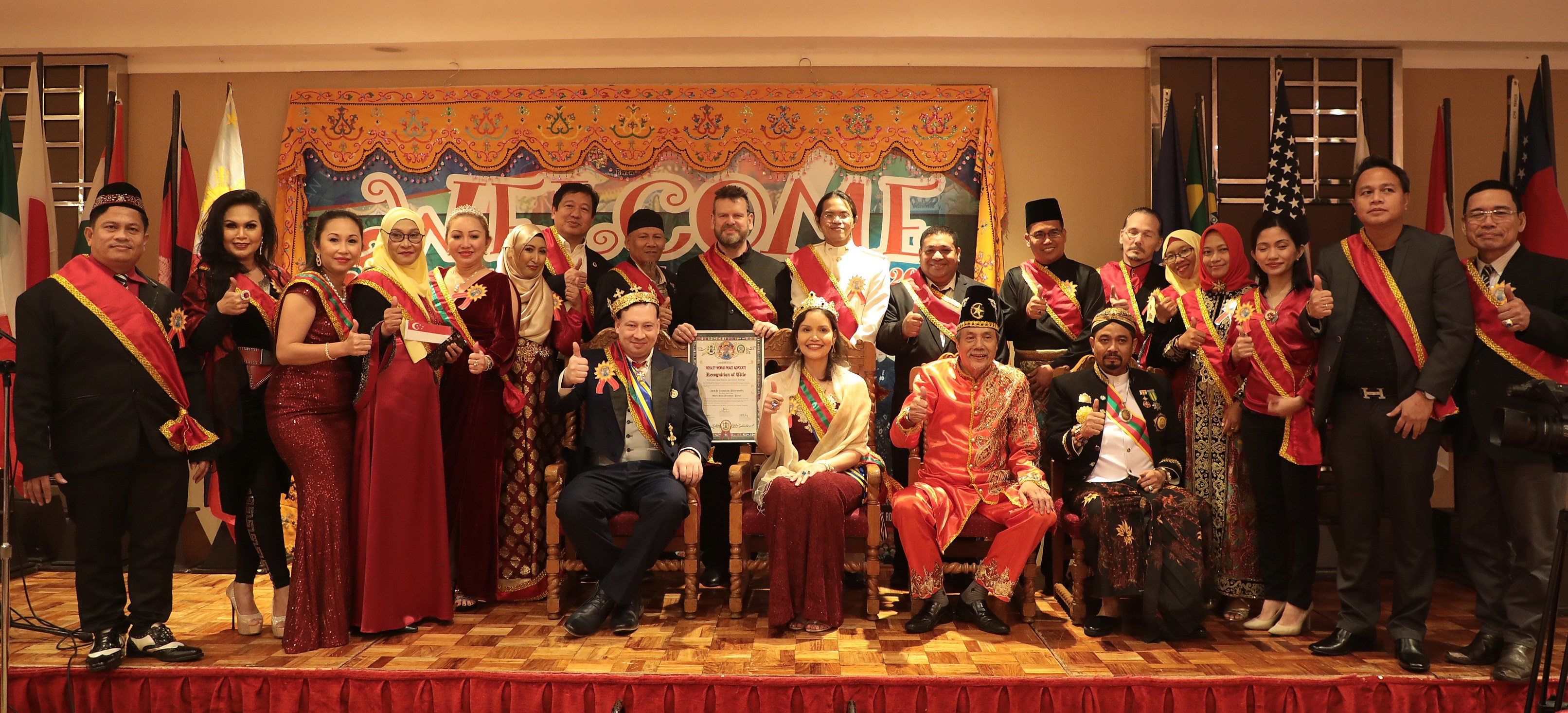
J. Pijarowski z dyplomem (State President/Prince – Royalty World Peace Advocate, listopad 2019) Manila, Filipiny

Jarosław Pijarowski (ur. 18 grudnia 1971) – polski twórca awangardowy, wykładowca, kurator sztuki, założyciel Teatru Tworzenia. Zajmuje się muzyką współczesną, poezją, fotografią, sztukami plastycznymi oraz tworzeniem widowisk teatralno-muzycznych.

## Życiorys
Działalność artystyczną rozpoczął w 1989 roku w Bydgoszczy. Współpracował między innymi z A. Przybielskim, Michaelem Ogorodovem, J. Skrzekiem (SBB), S. Ciesielskim (Republika), Timem Sanfordem, M. Abakanowicz, F. Starowieyskim, L. Goldyszewiczem, E. Srzednicką, B. Raatzem (Question Mark), Ł. Wodyńskim, X. Bayle, J. Kamińskim, J. Skoliasem, M. Maciejewskim (Variété), A. Nowakiem oraz M. Piekarczykiem z TSA (zespół muzyczny), Samborem i Pawłem Dudzińskimi, W. „Gudonisem” Komendarkiem, S. Łobaczewskim, M. Mygą, J. Marszałkiem, W. Knade, oraz aktorami: M. Benoit, A. Ferency, D. Olbrychskim i D. Jakobim. Na przełomie lat 2011 i 2012 założył wraz z B. Raatzem duet Pro Vox, w 2013 założył grupę studyjną G21 (z M. Mygą i S. Ciesielskim) oraz zespół Nightcrawler.
10 maja 2002 roku we Wrocławiu został zarejestrowany zarząd Polskiego Stowarzyszenia Grafologów, w którym to Pijarowski został wybrany wiceprezesem. W roku 2006 został członkiem The British Institute of Graphologists w Londynie. Jest również biegłym sądowym z dziedziny ekspertyzy dokumentów przy S.O. w Bydgoszczy. 25 kwietnia 2004 roku w Pradze otrzymał tytuł „Certified International Security Professional”. W Polsce zostały opublikowane fragmenty jego wykładów z zakresu: zarządzania zasobami ludzkimi w organizacjach, zabezpieczeń holograficznych, oraz badań pisma odręcznego.
10 listopada 2004 roku Muzeum Dyplomacji i Uchodźstwa Polskiego w Bydgoszczy nadało J. Pijarowskiemu godność Honorowego Kustosza Muzeum, a 15 listopada 2004 otrzymał nominację na ambasadora regionu Kujawsko Pomorskiego na teren Wielkiej Brytanii (Kujawsko–Pomorski Urząd Marszałkowski). 5 czerwca 2008 roku został przedstawiony publicznie „Akt Jedności” opracowany i wykonany przez J. Pijarowskiego wraz z profesorem Uniwersytetu Kazimierza Wielkiego w Bydgoszczy A. Sudołem. 10 czerwca 2008 roku otrzymał nagrodę Prezydenta Bydgoszczy – K. Dombrowicza za Międzynarodową Wystawę AutografExpo.
W roku 2012 „Exlibris Jarosław Pijarowski” zaprojektowany i wykonany przez prof. Piotra Gojowego z UMK w Toruniu był eksponowany między innymi na: XXIV Międzynarodowym Biennale Ekslibrisu Współczesnego, Malbork 2013 oraz na IX Międzynarodowym Konkursie Graficznym Ekslibrisu – Gliwice 2012 (otrzymał drugą nagrodę).
W 2013 roku został przewodniczącym sądu koleżeńskiego oraz międzynarodowym koordynatorem (non-profit) KSPSK, a od 2016 jest członkiem i sekretarzem Kapituły Europejskiego Medalu Poezji i Sztuki – HOMER.
W czerwcu 2014 roku zainicjował cykl działań zatytułowanych „Art in Prison”, skierowanych do osadzonych w Zakładach Karnych.
W latach 2015, 2017 był stypendystą Prezydenta Bydgoszczy – R. Bruskiego za twórczość artystyczną oraz działania na rzecz upowszechniania kultury.
W maju 2017 roku został laureatem nagrody artystycznej imienia Klemensa Janickiego-IANICIUS, za zasługi dla kultury polskiej, a w sierpniu 2017 (razem z J. Skrzekiem) laureatem nagrody ekspresjonistycznej FENIKS im. Tadeusza Micińskiego za ekspresję, głębię filozoficzną i nowatorstwo formalne w bogatej twórczości artystycznej.
W 2018 roku na Węgrzech została wydana książka „A panda ölelése” napisana przez dwójkę współczesnych pisarzy węgierskich Evę Novák-Péterfy, oraz Gergely’ego Péterfy, opisująca przygody kilkoro Europejczyków za Wielkim Chińskim Murem. Postać Jerry’ego to groteskowo przerysowany Pijarowski. Premiera miała miejsce 22 maja 2018 roku w sali widowiskowej Toldi Cinema w Budapeszcie.
We wrześniu 2018 roku został jurorem Interdyscyplinarnego Festiwalu Sztuk „Miasto Gwiazd” w Żyrardowie, oraz członkiem Artystycznego Komitetu Honorowego ww. festiwalu.
W czerwcu 2019 roku porcelanowa książka tak zwana „7 Pijarowskiego (Identity)” została przekazana przez prywatnych donatorów z USA do Muzeum Książki Artystycznej w Łodzi. Publikacja zawiera wykonane przez twórcę porcelanowe miniatury portretów siedmiorga polskich artystów, którzy odnieśli sukces nie tylko w Polsce, ale również na świecie. Sportretowani zostali między innymi: Adam Makowicz, Janusz Głowacki, Krzysztof Penderecki, Rafał Blechacz. Całość została zrealizowana w formie publikacji poligraficznej zdefiniowanej jako leporello.
W październiku 2019 roku Pijarowski po raz pierwszy oficjalnie eksponował publicznie swoje prace wykonane w technikach multiwymiarowych na Festiwalu Nowej Sztuki (Festival Neuer Kunst), odbywającym się w Słubicach oraz Frankfurcie, a w listopadzie na rynku wydawniczym pojawiły się dwie publikacje związane z artystą – płyta „Living After Life” oraz tomik tekstów oraz poezji „Content Chapped Lips”, który miał swoją premierę podczas międzynarodowego meetingu poetyckiego w Yale Club w Nowym Jorku.
28 czerwca 2020 roku podczas III Targów Książki Niezależnej i Artystycznej we Wrocławiu miała swoją premierę kolejna artystyczna forma książkowa autora zatytułowana „Pandemonicon”.
18 października 2020 roku w Nowym Jorku, z rąk Stanleya Barkana (Cross-Cultural Communications) oraz Sultana Catto (Uniwersytet Yale), otrzymał nagrodę „Cross-Cultural Communications 50th Anniversary Award 1971-2020”.

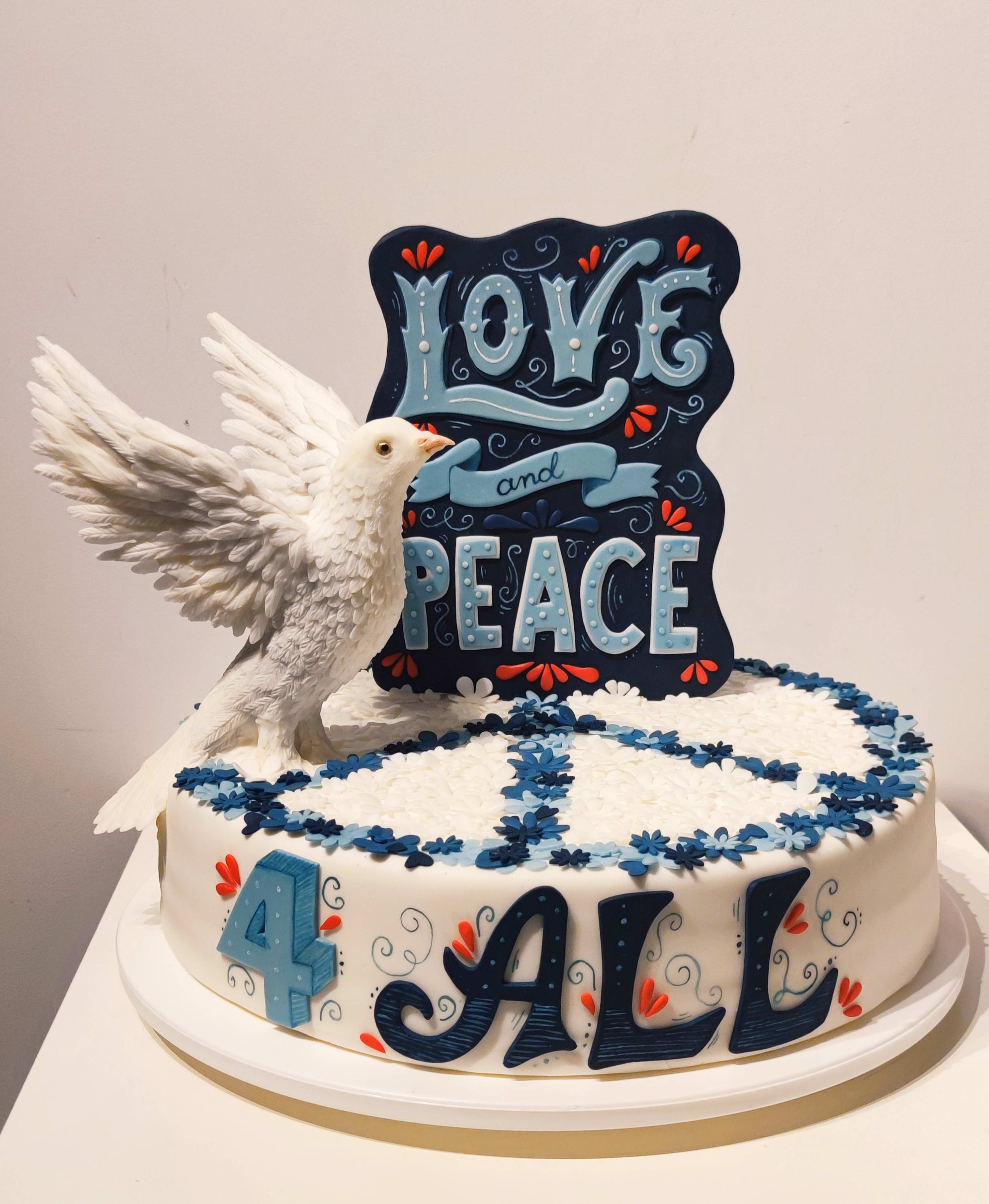
Urodzinowy tort z życiowym mottem artysty („Love & Peace 4 All”) przygotowany z okazji 50. rocznicy urodzin artysty; wykonany przez mistrzynię świata w dekoracji ciast z 2019 r. – Jowitę Woszczyńską

18 grudnia 2021 w Bydgoszczy w dniu 50. urodzin artysta ogłosił proklamację nowego międzynarodowego mikropaństwa w formie mikronacji jako „Pierwsza Mobilna i Wolna Republika i Królestwo Pijarowskie” skrótem zwany PijarowskiKraj (forma językowo nieodmienna).
1 maja 2022 r. wziął udział w GITAROWYM REKORDZIE ŚWIATA 2022 we Wrocławiu występując na scenie między innymi z L. Cichońskim, J. Borysewiczem, K. Jaryczewskim i wielu innymi artystami. Na rynku zagrało wspólnie 7676 gitarzystów.
W 2022 r. zainicjował i zorganizował międzynarodowy festiwal sztuki współczesnej World Urban Art, który odbywał się w trzech instytucjach jednocześnie (Kujawsko-Pomorskim Centrum Kultury, Galerii i Domu Aukcyjnym Jagiellońska 1, oraz w budynku Biblioteki Uniwersytetu Kazimierza Wielkiego w Bydgoszczy.
Dwudziestego drugiego września 2022 r. podczas VII Międzynarodowego Kongresu „Lider z powołania / Charyzma i Powołanie” w Zamku w Janowie Podlaskim w kategorii: Lider w kulturze i sztuce otrzymał tytuł: „Lidera z Powołania”.
W lutowym numerze miesięcznika Nieznany Świat z 2023 r. została opublikowana informacja o nadaniu artyście za działalność artystyczną łączącą przekaz o charkaterze intelektualnym z domeną ducha przez kapitułę wydawnictwa specjalnego dorocznego wyróżnienia – Certyfikatu Nowych Wzorców Sztuki za rok 2022.

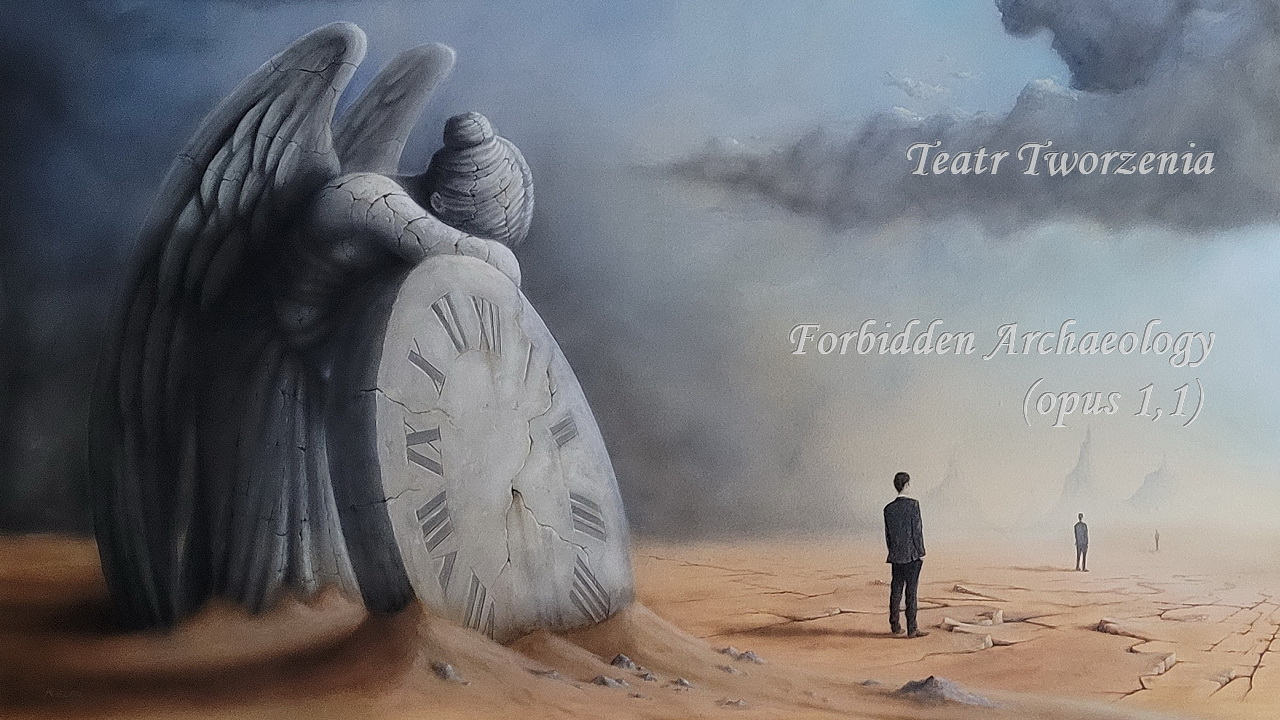
Wizualizacja wersji cyfrowwej pierwszej części cyklu „Forbidden Archaeology” Teatru Tworzenia, wykonana przez Andrzeja Kielara wraz z artystą.

27 marca 2024 podczas Międzynarodowego Dnia Teatru, Teatr Tworzenia J.Pijarowskiego oficjalnie zaprezentował w formie wizualno-muzycznej pierwszą część sagi „Forbidden Archaeology” zatytułowaną Forbidden Archaeology (Opus 1,1). Plik mulimedialny został opublikowny w wersji cyfrowej (niekomercyjnie – non profit) w serwisach społecznościowych i streamingowych.

## Działalność prospołeczna i charytatywna
- 24 września 2019 r. Pijarowskiemu przyznano godność Honorowego Ambasadora na Polskę, powstałej w 2009 roku, International Human Rights Organization (organizacji charytatywnej walczącej o prawa człowieka) z siedzibą w stolicy Indii – New Delhi[33].
- W 2020 roku został wybrany i nominowany członkiem pro-pokojowej i prospołecznej egzekutywy międzynarodowej organizacji IHRO z siedzibą w Indiach i Argentynie[34][33].
- 26 lipca 2022 r. został członkiem Interantional Peace Corps (INTL/CP54/2022)
- 3 maja 2024 r. przyznano i potwierdzono godność Honorowego Ambasadora i członka Egzekutywy Międzynarodowego Komitetu International Human Rights Organisation na lata 2024–2026[35]

## Działalność artystyczna

### Formy literackie

#### Poezja i proza
- Kalendarz Cieni (1989)
- Usta spękane treścią (1998)[36]
- Wyrok istnienia (1999)
- Usta spękane treścią (2003) wyd.2 poprawione (ARCANUS)[37]
- OFF – Życie bez dotacji (2015)
- Empyrean Stones of Eagle Wings and Light (2017)[38]
- Polish Poetry Issue (2019), (Shabdaguchha), USA ISBN 978-1-7330285-1-6.
- Content Chapped Lips (2019) – edycja amerykańska ISBN 978-0-89304-793-1 – polska ISBN 978-83-955327-0-2.

#### Poezja i proza (on-line) (od 2020)
- Online International Poetry Reading 2, USA, wraz z Amir Or(inne języki), Joan Digby, Laura Boss, Hassanal Abdullah (2020), (Shabdaguchha), USA[39]

### Słuchowiska
- Gate 2012/2013 (2012) słuchowisko radiowe z udziałem m.in. A. Ferencego, M. Benoit, S. Ciesielskiego M. Piekarczyka i E. Srzednickiej[40][41].

### Formy sceniczne oraz muzyczno-widowiskowe
- Zamek dźwięku (2011) monumentalne widowisko teatralno-muzyczne (m.in. z J. Skoliasem, L. Goldyszewiczem, S. Ciesielskim, T. Sanfordem, R. Bielakiem, Ł. Wodyńskim, B. Raatzem i J.Kamińskim)[42][43]
- Terrarium (2012) oratorium awangardowe z J. Skrzekiem, E. Srzednicką i chórem Via Musica[44][45],
- Album Rodzi Inny (2012) widowisko muzyczne między innymi z S. Ciesielskim i K. Toczko[46]
- Fukushima (2013) performance i koncert m.in. z E. Srzednicką, S. Ciesielskim, D. Pietrasikiem, M. Milczarkiem, M. Mygą, B. Raatzem
- Martwa Natura – Live (2013) m.in. z W. Komendarkiem, E. Srzednicką, S, Ciesielskim, M. Milczarkiem[47], B. Raatzem, W. Knade i chórem Via Musica[48].
- Czasoprzestrzeń – Live Forever (15 czerwca 2014) z W. Komendarkiem, J. Skoliasem, J. Skrzekiem, E. Srzednicką, S. Ciesielskim,J. Marszałkiem, S. Łobaczewskim, chórem Via Musica, oraz M. Piekarczykiem[49][50].
- Heaven on Earth – Live in Mózg (16.06.2014) z W. Komendarkiem, J. Skoliasem, J. Marszałkiem, Andrzejem Dudkiem-Dürerem i L. Goldyszewiczem[51][52].
- Empyrean Stones of Eagle Wings and Light (2017) Xichang – Chiny

### Dyskografia
- 2011: „Z archiwum IPN-u” – Pro Vox z B. Raatzem
- 2012: „Pro Vox live” – DVD z zapisem koncertu z B. Raatzem w Golubiu Dobrzyniu.
- 2013: „Terrarium – Live in Bydgoszcz” – płyta nagrana z udziałem m.in. J. Skrzeka, E. Srzednickiej oraz chóru Via Musica[53]
- 2013: „Terrarium – Organ Works” – płyta nagrana przez J. Skrzeka i J. Pijarowskiego[54]
- 2013: „The dream Off Penderecki” – m.in. z J. Skrzekiem, D. Olbrychskim, D. Jakobim oraz chórem (Brain Active Records)[55]
- 2014: „Człowiek z Wysokiego Zamku (album)” – z J. Skrzekiem, W. Komendarkiem oraz J. Skoliasem (Brain Active Records)[56]
- 2014: „GraaLicja” – z W. Komendarkiem (limitowana edycja – Vinyl) (Brain Active Records)
- 2014: „Proteiny (Prawo Ojca)” (limitowana edycja – pendrive) – z M. Piekarczykiem grupą G21 oraz zespołem Nightcrawler (Brain Active Records)[57]
- 2015: „Requiem dla chwil minionych” – z J. Skrzekiem (Brain Active Records)[58]
- 2015: „OFF – Życie bez dotacji” – płyta wydana wraz z książką „Pijarowski – OFF – Życie bez dotacji”[59]
- 2017: „Katharsis (A Small Victory)” – z J. Skrzekiem, J. Skoliasem, M. Jahrem, W. Knade, J. Marszałkiem oraz Glass Duo (Brain Active Records)[60]
- 2019: „Living After Life”[61] (Brain Active Records)
- 2020: „Pandemonicon” (Brain Active Records)
- 2024: „Forbidden Archaeology” saga Teatru Tworzenia.
  - Forbidden Archaeology (Opus 1,1) (2024 – World Urban Art & Brain Active Records)
  - Forbidden Archaeology (Opus 2,2) lamentation for civilization (you choose which one...) (2024 – World Urban Art & Brain Active Records & Nora Music & AutografExpo)

Gościnnie
- 2013: La Terra Rossa[62] – Question Mark z B. Raatzem, R. Bielakiem, M. Ogorodovem, T. Sanfordem

### Virtual Reality
- The Abakanowicz Art Room (2016 – 2017)

### Wystawy i widowiska
- Czasoprzestrzeń i pochodne (1994) wystawa fotogramów–instalacja światło i dźwięk; Galeria Autorska Jana Kaji i Jacka Solińskiego
- Namioty Dantego (1995) koncert, instalacja, widowisko Zamek Książąt Pomorskich w Szczecinie (współprodukcja z Piotrem Badziągiem) występują między innymi Karol Szymanowski, W. Węgrzyn, Marcin Jahr
- II Przegląd Fotografii Bydgoskiej  (1998) BWA – Bydgoszcz
- III Przegląd Fotografii Bydgoskiej (2000) BWA – Bydgoszcz
- Exibition & Sound (2001) Wystawa fotogramów, światło i dźwięk galeria Alix – Bydgoszcz
- IV Przegląd Fotografii Bydgoskiej (2002) BWA – Bydgoszcz
- Chwile Obecności -1979 – 2004  (2004) ekspozycja jubileuszowa z okazji 25 lecia działalności Galerii Autorskiej Jana Kaji i Jacka Solińskiego BWA – Bydgoszcz
- Przegląd Fotografii Bydgoskiej (2004) BWA – Bydgoszcz
- Frozen In monitoring (2006) performance Hyde Park/Nothig Hill – Londyn
- Frozen in Monitoring (2006) performance (okolice Sex Machines Museum) Praga
- AutografExpo i Portrety z autografem (2008) Muzeum Dyplomacji i Uchodźstwa Polskiego w Bydgoszczy
- Teatr Rysowania część 1 (2010) Fundacja Les Artes – Toruń (z Łukaszem Wodyńskim i Xavierem Bayle)
- sens 9449 – Grupa Dialogu (2010) koncert Grupa Dialogu, L.Goldyszewicz, J.Pijarowski,
- Dźwięki Mowy – Grupa Dialogu (2010) M.Sankowska, K.Kornacka, J.Pijarowski, L.Goldyszewicz i inni – Uniwersytet Muzyczny Fryderyka Chopina w Warszawie[63]
- Dźwięki Mowy – Dźwięk Nowy Xperyment – Grupa Dialogu (2011) M.Sankowska, K.Kornacka, J.Pijarowski, L.Goldyszewicz i inni – Uniwersytet Muzyczny Fryderyka Chopina w Warszawie
- Teatr Rysowania część 2 (2011) Zakrzewo (z Łukaszem Wodyńskim i Xavierem Bayle)[64]
- Teatr Rysowania część 3-Finał (2011) Centrum Sztuki Współczesnej w Toruniu[65][66] (z Łukaszem Wodyńskim i Xavierem Bayle, gościnnie Bogusław Raatz-muzyka)
- Creativeness – 1971-1991-2011 -? (2011) wystawa, performance – Toruń –wystawa retrospektywna[67][68], gościnnie jako J. Pijarowski – L. Goldyszewicz.
- Salon Fotograficzny 2011 (2011) wystawa – Nowy Jork – (J. Pijarowski – jako gość honorowy) – Polsko – Amerykański Klub Fotografika & Konsulat Generalny RP w Nowym Jorku[69]
- Made In Poland (2011) cykl wystaw – Urząd Miasta i Gminy Golub-Dobrzyń oraz Miejskie Centrum Kultury MCK/Pianola Bydgoszcz[70]
- PożegnaNieZmózgiem/CISZA – OPENCLOSE Grupa Dialogu J.Pijarowski, L. Goldyszewicz i inni[71]
- Pamięci Andrzeja Przybielskiego (2012) koncert (wraz z Teatrem Performer) oraz wystawa – MCK/Pianola Bydgoszcz
- Retrospektywa mała (2013) Łomianki[72]
- Retrospektywa duża (2013) CBR Warszawa
- Seis dimensiones (2013) CBR Warszawa, Łomianki (wystawa zbiorowa, w której dodatkowo udział wzięli Alina Bloch, oraz artyści hiszpańscy:Alvaro Alonso Martinez, Jose Manuel Sanz, Inigo Gracianteparalucenta)
- Abakanowicz//Pijarowski The art dimensions (Prologue – Warsaw) (2016) Warszawa[73]
- Pijarowski – dialogues with ... – Konsulat Generalny RP w Nowym Jorku (2017) Nowy Jork
- Identity – Kultura i sztuka w twórczości Pijarowskiego z okresu lat 1997–2017 – Galeria Związku Polskich Artystów Plastyków (2017) Gdańsk[74]
- Pijarowski China Tour (2017)
  - „Stroll Through Paris” (Xichang Silk Road International Poetry Week) Zhaojue County(inne języki),
  - „Letter to Xichang (W drodze do Xichang Silk Road International Poetry Week)” (Xichang Silk Road International Poetry Week) Xichang,
  - „The Taste of the Word”, „The Milky Way of Literature”, „The Light” – Lu Xun Academy, Normal University Beijing (The First International Writing Program) Pekin,
  - „Stroll Through Beijing / Roots Bloody Roots” – Shanghai Writers Assiociation (The First International Writing Program) Szanghaj
- „Pijarowski 5B Tour” – performance na Plaça d’Espanya w Barcelonie – (sierpień 2018)
- „Pijarowski Saint Tour & Gold Quest part I” – performance Malta – (styczeń 2019)
- „Pijarowski Saint Tour & Gold Quest part II” – sesja fotograficzna, performance, wykład; Tajlandia wraz z Wojtkiem Hetmanem, Kambodża – (luty, marzec 2019)
- „Multidimensional Room” – wystawa fotograficzna – Słubice/Frankfurt[75]
- „Content Chapped Lips – LIGHT” – J.Pijarowski – głos & Maksymilian Kubis (gitara) – Yale Club Nowy Jork – USA – (listopad 2019)
- „No More War (Give Peace a Chance – tribute to J. Lennon)” – performance – Intramuros, Manila – Filipiny – (listopad 2019)
- „The Taste of Poetry & Window of Life” – performance poetycki oraz performance – Wieliczka, Kraków – (wrzesień 2020)
- „...be a part, be the art. JP in Germany” (Tribute 2 Joseph Beuys) – performance i spotkania artystyczne w przestrzeni publicznej – Düsseldorf, Niemcy – (czerwiec, lipiec 2021)
- Koncert i wystawa: J.Pijarowski – Teatr Tworzenia i Przyjaciele „Let’s Save Our Culture & Art” – 8 kwietnia 2022 r. Galeria i Dom Aukcyjny Jagiellońska 1 w Bydgoszczy.
- Performance wraz z Alexandrem Rodinem na wystawie Alexandra Rodina w Mińsku (lipiec, sierpień 2022)
- Performance, koncert, wystawa wraz z Józef Skrzek, Peter Missing, Alexandrem Rodinem w Starym Młynie w Zgierzu (październik 2022)[76]
- „Missing in... Bydgoszcz – River of Creative Forms” – Performance, wystawa, koncert wraz z zespołem Contagion podczas pierwszej oficjalnej prezentacji twórczości Petera Missinga w Polsce, oraz jubileuszu jego formacji artystycznej Missing Foundation. Całość zrealizowano w Kujawsko-Pomorskim Centrum Kultury w Bydgoszczy 16 maja 2024 roku w dniu otwarcia III edycji festiwalu World Urban Art[77]. W czasie wernisażu swoją premierę miał utwór skomponowany przez grupę Contagion oraz J.Pijarowskiego „Missing in ... Bydgoszcz 7NA ART Etiuda Opus 03" dedykowany zespołowi założonemu przez P. Missinga – Missing Foundation z okazji 40-lecia istnienia zespołu (maj 2024)[78].

## Autorskie opracowania dokumentacyjne, specjalistyczne i popularnonaukowe
- Wprowadzenie do grafologicznego podziału j. polskiego[79]
- Władysław Wałęga – Obrazy wyobraźni[80]
- Ignacy Bulla – Małe formy malarskie[81]
- Jerzy Srzednicki – Retrospektywa – zostawmy je, zostawmy bez tytułu[82]
- Erwin Sówka – Wizjoner[83]
- Peter Missing – River of Creative Forms[84]